# Triulza
La Triulza (anticamente anche Trivulza) è una frazione della città lombarda di Codogno.

## Storia
La località è un piccolo borgo agricolo di antica origine. Si trova a 5 km da Codogno e 5 km da Casalpusterlengo.
In età napoleonica (1809-16) Triulza fu frazione di Codogno. Recuperò l'autonomia con la costituzione del Regno Lombardo-Veneto.
All'Unità d'Italia (1861) il comune contava 771 abitanti. Nel 1869 Triulza venne aggregata a Codogno.Ora la frazione conta 461 abitanti.
Attualmente, in seguito allo spopolamento delle aree rurali, Triulza si presenta come un cascinale senza alcuna particolarità. Immediatamente a sud, verso la Via Emilia, si è sviluppata la vasta zona industriale della città di Codogno. Nel paesello c'è una chiesa, recentemente ristrutturata grazie a donazioni, un bar e numerose aziende agricole.